# Ransomware
Ucjenjivački softver (engl. ransomware) je vrsta štetnog softvera koja korisniku uskraćuje pristup računalnim resursima i traži plaćanje otkupnine za uklanjanje ograničenja. Neki oblici ransomwarea kriptiraju datoteke, dok druge jednostavno zaključavaju sustav te prikazuju poruku koja korisnika nagovara na plaćanje otkupnine.

## Poznati primjerci
CryptoLocker se prvi put pojavio u rujnu 2013. kao računalni crv koji generira 2048-bitni RSA par ključeva koje postavlja na upravljački poslužitelj. CryptoLocker kriptira sve datoteke određenog tipa, npr. tekstualne dokumente ( *.odt, *.doc, *.rtf,...), slike (*.jpg, *.dwg, *.eps, *.ai,...) Korisniku se prikazuje prijetnja o brisanju privatnog ključa ako u roku 3 dana ne plati 300 dolara ili 300 eura ili sličan iznos.
Nasljednik trojanca CryptoLockera pojavio se u studenome iste godine pod nazivom Cryptowall.